# Théorème de Goldstine
Le théorème de Goldstine est un résultat d'analyse fonctionnelle utile dans l'étude de la réflexivité des espaces de Banach. Il établit que la boule unité (fermée) du bidual E'' d'un espace vectoriel normé réel E est l'adhérence, pour la topologie σ(E'', E'), de la boule unité de E.

## Démonstration
Notons B cette adhérence faible-* dans E'' de (l'image canonique de) la boule B de E. Tout élément de B est clairement de norme inférieure ou égale à 1. Réciproquement, soit x un vecteur de E'' n'appartenant pas à B. Puisque E'' (muni de la topologie faible-*) est localement convexe, on peut séparer x du convexe fermé B par une forme linéaire continue, c'est-à-dire par un élément de E'. Il existe donc φ ∈ E'  tel que sup(〈φ, B〉) < 〈φ, x〉. Or sup(〈φ, B〉) ≥ sup(〈φ, B〉) = ║φ║ et 〈φ, x〉 ≤ ║φ║║x║. Par conséquent, ║x║ > 1.